# Josep Maria Ramírez i Burgada
Josep Maria Ramírez i Burgada   (Lloret de Mar, 16 de desembre de 1958), conegut pel seu nom de ploma, Jou Ramírez, és un dibuixant, artesà, creatiu publicitari i polític català.
Va ser membre d'Esquerra Republicana de Catalunya al municipi de Lloret de Mar. Va obtenir un escó de regidor a l'ajuntament en tres eleccions municipals consecutives (1995, 1999 i 2003). En la primera legislatura va restar a l'oposició, mentre que entre 1999 i 2003 va formar part de l'equip de govern, encapçalant-ne la regidoria de Cultura. El novembre de 2003, mig any després d'haver revalidat l'escó, va anunciar la seva dimissió. Ramírez va formar part de la llista de la CUP per a les eleccions municipals de 2015.
Després del seu pas per la política, Jou va endinsar-se en el món de la il·lustració. Ha dibuixat contes, còmics i auques, especialitzant-se amb el temps en novel·les gràfiques que aporten una nova visió sobre personatges històrics com Jaume el Conqueridor Cristòfor Colom, Guillem Galceran de Cartellà. També ha produït una sèrie de jocs infantils de temàtica catalanista: jocs de cartes, dòmino i l'oca, entre d'altres productes.
Des de 2014, Ramírez promou a la seva vila natal els Dinarets d’en Barba, una reunió gastronòmica mensual de l'àmbit cultural i cívic per tractar assumptes d'ambient municipal.